# デソート

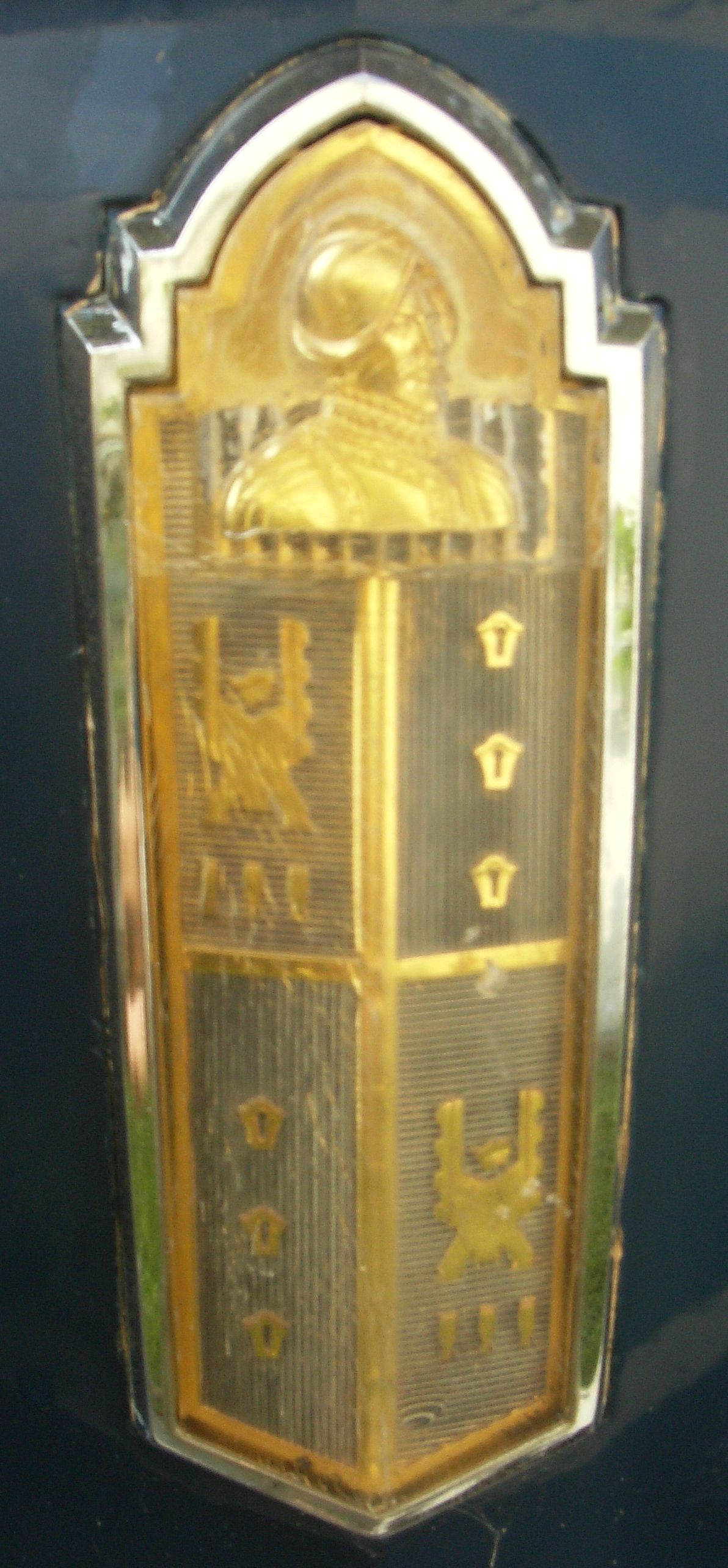
デソートのオーナメント

デソート（DeSoto 、De Sotoとも）は、アメリカのクライスラー社が北米で展開した自動車ブランドである。1928年のクライスラー黎明期に設立された。クライスラー内において、上級志向のモデルをラインナップしていたのが特徴であった。しかし自社内の高級路線の乱立による販路の混迷により、1961年までに終焉を迎えた。

## 概要

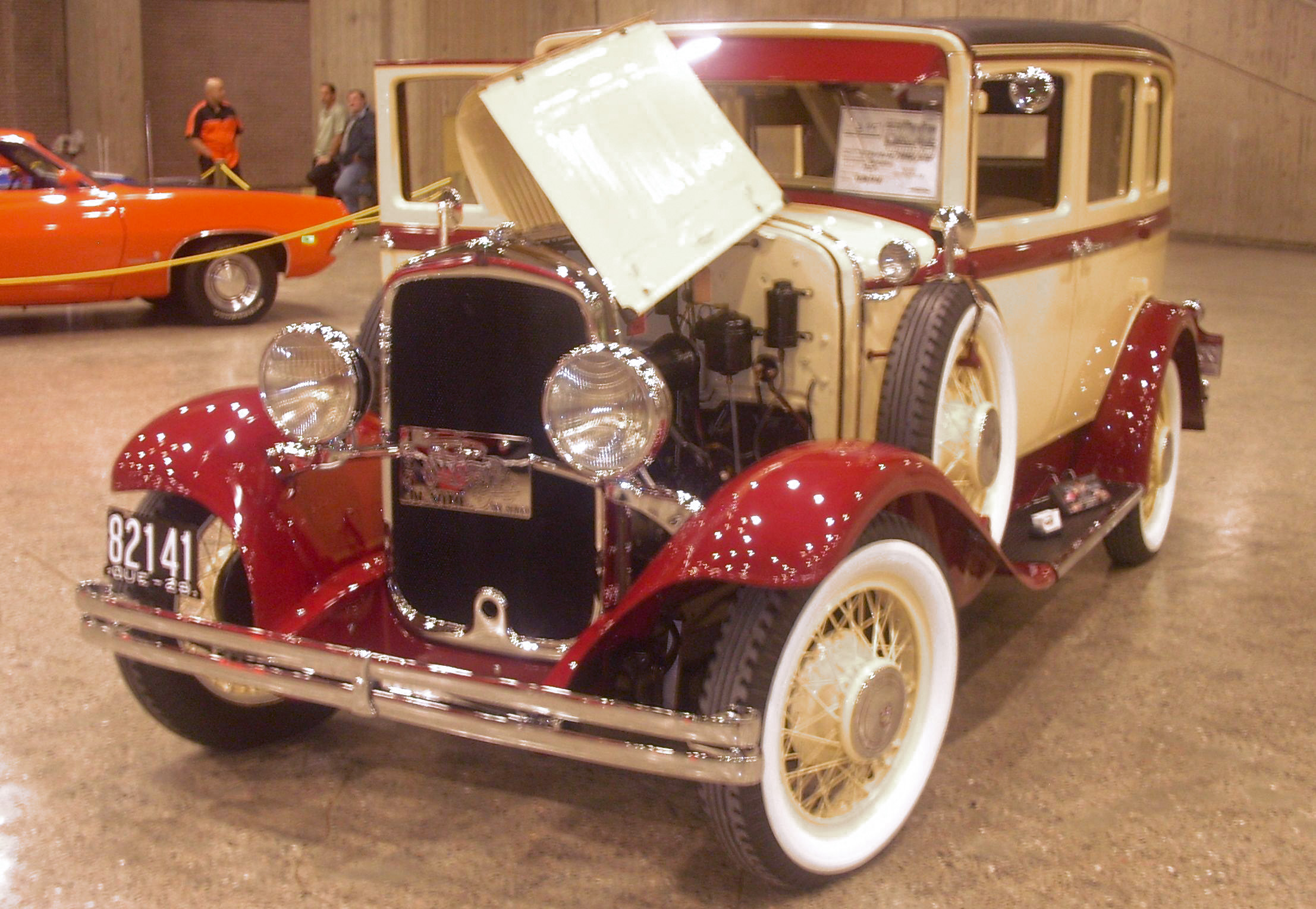
デソート(1929年型)

ウォルター・クライスラーは廉価志向のプリムスと対になる上級志向の販売部門として1928年8月4日にデソートを設立した。名称はスペインの探検家「エルナンド・デ・ソト」にちなみ命名された。これはクライスラーがゼネラルモーターズや、スチュードベーカー、ウィリス・ナイト等の中級価格帯で成功していたライバルに対抗するブランドを望んだためであった。デソートのエンブレムには、エルナンド・デ・ソトのイメージがあしらわれている。
しかし設立後の翌1929年、クライスラーはダッジ・ブラザーズを買収し中級路線に据え置くことに決めたため、クライスラー内においてデソートはダッジと競合することとなった。
デソートの最初のモデルはダッジよりも下位の価格帯が設定された。これにより第一次大戦後の経済事情にもかかわらず1932年に2万5千台を売り上げるなど、デソートはダッジに比べ堅調な売り上げを見せた。

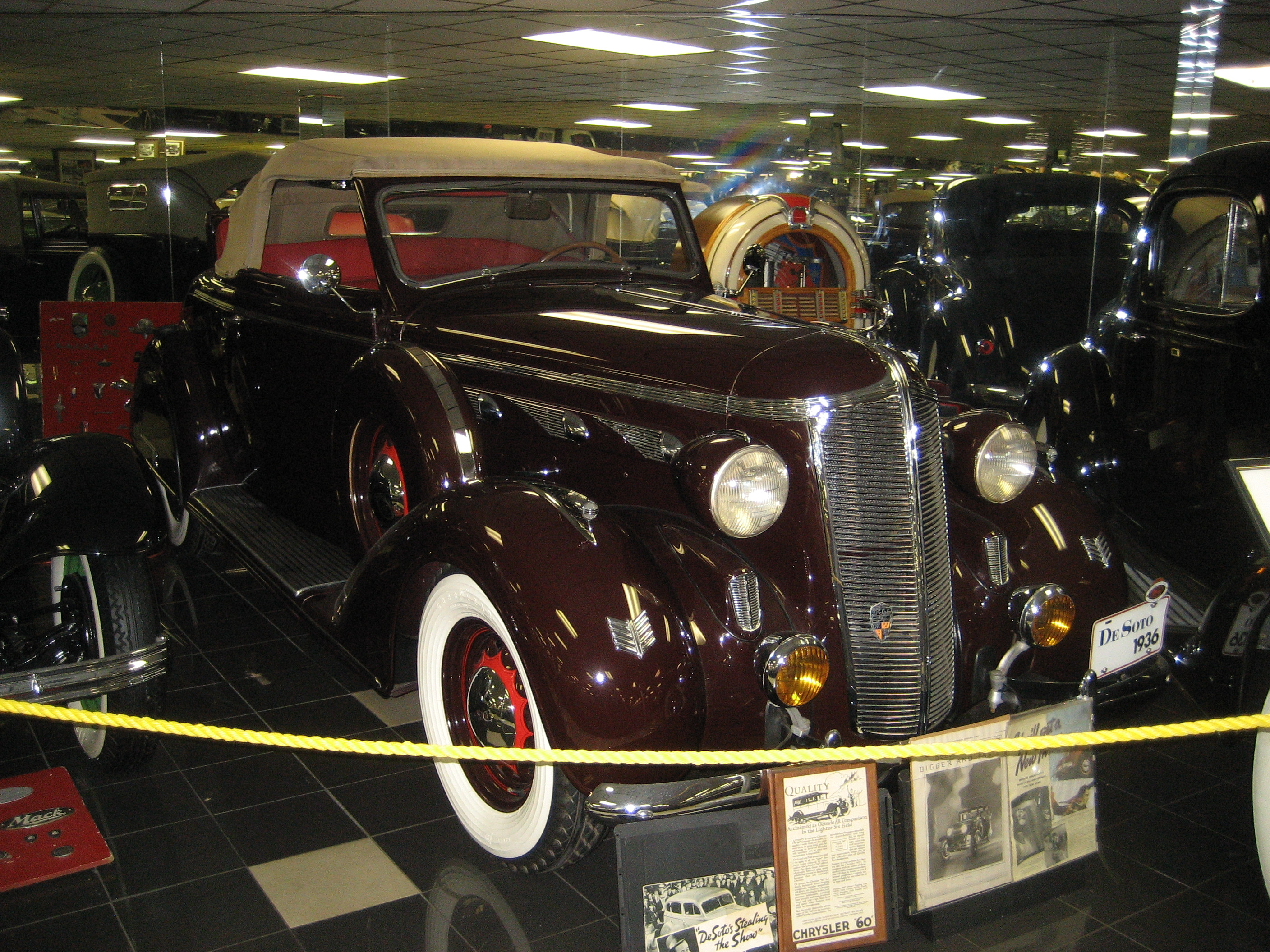
デソート・エアストリーム(1935)

しかしクライスラーはダッジ・ブランドを推進していく方針を採ったため、1934年までにデソートはダッジのより上位の価格帯へと変更となった。これにより下位のダッジよりホイールベースが短かったエアフローボディのデソートは、1935年のエアストリームの販売開始まで人気が低迷した。
1942年には量産車ではコード810（1935年）に次ぐ史上2番目となるポップアップ式ヘッドライトを備えたモデルを発売した。これは「エアフォイル」と呼ばれ、「夜以外は見えないライト」が特徴であったが、戦時体制に伴う民生用モデル生産の中止で生産は早くに終了、戦後の生産再開時には再デザインで通常型ヘッドライトに変更されてしまっている。
第2次世界大戦中の生産制限が1945年に解除されると、翌1946年からデソートは生産を再開した。1948年までは1942年モデルの再生産が行われ、モデルチェンジも行われなかった。しかしこの頃は戦後帰還兵の特需により、安定した売り上げを達成していた。
1952年、デソートはヘミエンジンを搭載したモデル「ファイアドーム」シリーズを販売する。これには「ファイアドーム」、「アドベンチュアラー」、「カスタム」、「ファイアフライト」、「ファイアスウィープ」がラインナップされていた。当初はこれらのモデルはデソートにおいてトップラインであったが、直列6気筒の「パワーマスター」が登場すると、V8エンジンを搭載した本シリーズはエントリーラインナップに格下げとなった。
1958年、経済不況によりデソートは1938年以来の極端な販売不振に陥る。この頃はデソートに限った話ではなく中級モデル全般が販売不振に陥っていたが、1955年にクライスラー内でより上位の価格帯をカバーする「インペリアル」が設立されていたこともあって、デソートは前年度に比べ60パーセントも売り上げが低下した。1959年から1960年にかけても魅力的なモデルの訴求が行えず40パーセントの販売低下が起こり、1960年の秋にアドベンチャーの1961年モデルイヤーが発表された後、デソートの販売終了がまことしやかにささやかれるようになった。

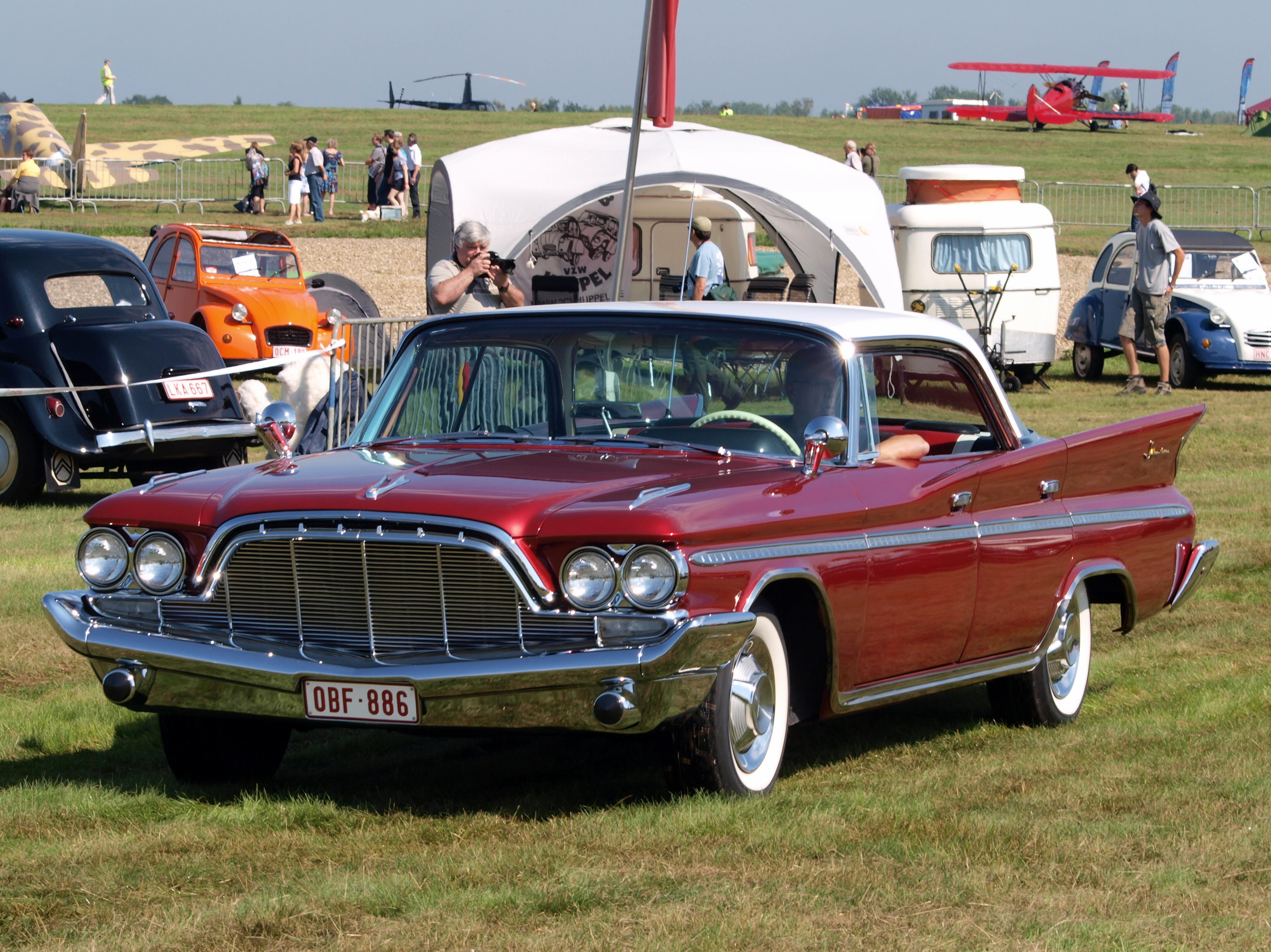
デソート・アドベンチュアラー(1960)

1961年モデルイヤーとして下位ブランドのクライスラーから新型の「クライスラー・ニューポート」が発表されたとき、このモデルがデソートのコンセプトと重複するものであったことからデソートの後継モデルが販売されないことが明確となり、デソートの終了はこのとき決定的なものとなった。
1960年11月30日、クライスラーはデソートの終了を発表、在庫が尽きた翌1961年に33年の歴史に終止符を打った。
デソートは33年間を通じ、全モデル合計でおよそ200万台を生産した。

## モデル
- デソート・アドベンチュアラー (1956–1960)
- デソート・エアフロー (1934–1936)[1]
- デソート・エアストリーム (1935–1936)
- デソート・カスタム (1946–1952)
- デソート・ディプロマット (輸出モデル)
- デソート・デラクシー (1946–1952)
- デソート・ファイアドーム (1952–1959)
- デソート・ファイアフライト (1955–1960)
- デソート・ファイアスウィープ (1957–1959)
- デソート・パワーマスター (1953–1954)
- デソート・シリーズK-SA (1929–1932)
- デソート・シリーズSC-SD (1933–1934)
- デソート・シリーズS (1937–1942)